# De cantautor a pornoautor
 De cantautor a pornoautor es el primer disco de estudio del cantautor español José Córdoba, en el que encarna el personaje del Chivi.

## Canciones
1. Radikal
2. Jota de la perra parda
3. De príncipes azules y princesas
4. Cruzando los dedos
5. Coños
6. Necrohistoria de amor
7. Telepervisión a domicilio
8. Mi ninfómana más bella
9. A nightmare a Villaverde street
10. Visite nuestro hotel
11. El abuelo es gay
12. Te llevaré
13. Sácala
14. Rozando el límite
15. Por enésima vez
16. Gore
17. Bastante buena gente

## Créditos
- Voz y letras: José Córdoba Chivi, excepto "Coños" y "El abuelo es gay", con letra de Chivi y Nach.
- Guitarras: Antonio Casado, Félix "El Brujo" y Chivi (excepto en "El abuelo es gay", a cargo de Roberto)
- Guitarra: Miky (En "Teleperversión a domicilio")
- Percusión: Félix "El Brujo"
- Bajo: Antonio Casado
- Teclados: Chivi

## Equipo técnico
- Grabado en Estudios Infinnity entre julio y agosto de 2001
- Mezcla y masterización: Francisco Sánchez
- Producción: Chivi
- Diseño Web: Putis
- Fotos: Putis, Nach y David
- Diseño gráfico: Jéssica Martínez